# Списак иностраних музичких извођача који су наступали у Београду током 2017. године
Овај чланак садржи списак иностраних музичких извођача који су током 2017. године наступали у Београду.

## Списак
| Датум              | Извођач                                                        | Локација                                   | Изв.   |
| ------------------ | -------------------------------------------------------------- | ------------------------------------------ | ------ |
| 4. фебруар         | Канада · Италија                                               | Електропионир                              | [ 1 ]  |
| 8. фебруар         | Сједињене Америчке Државе                                      | Дом омладине Београда                      | [ 2 ]  |
| 9. фебруар         | Инди Зара                                                      | Битеф арт кафе                             | [ 3 ]  |
|                    |                                                                |                                            |        |
| 1. март            | Сједињене Америчке Државе                                      | Културни центар Рекс                       | [ 4 ]  |
| 6. март            | Шведска · Њемачка · Шведска                                    | Белекспоцентар                             | [ 5 ]  |
| 18. март           | Мишел Гуревич                                                  | Дом омладине Београда                      | [ 6 ]  |
| 23. март           | Томи Емануел (у оквиру Гитар арт фестивала)                    | Сава центар                                | [ 7 ]  |
| 25. март           | Сједињене Америчке Државе                                      | Дом омладине Београда                      | [ 8 ]  |
| 28. март           | Лиса Ханиган                                                   | Дом омладине Београда                      | [ 9 ]  |
| 29. и 30. март     | Нигерија                                                       | Битеф арт кафе                             | [ 10 ] |
| 30. март           | Сједињене Америчке Државе                                      | Сава центар                                | [ 11 ] |
| 31. март           | Ричард Клејдерман                                              | Сава центар                                | [ 12 ] |
|                    |                                                                |                                            |        |
| 4. април           | Финска                                                         | Хала спортова Нови Београд                 | [ 13 ] |
| 8. април           | Паров Стелар                                                   | Хала спортова Нови Београд                 | [ 14 ] |
| 19. април          | Сједињене Америчке Државе                                      | Електропионир                              | [ 15 ] |
| 19. април          | Стивен О’Мали (у оквиру Резонејт фестивала)                    | Дом омладине Београда                      | [ 16 ] |
| 20. април          | Грегори Портер                                                 | Дом синдиката                              | [ 17 ] |
| 21. април          | Ли Раналдо (у оквиру Резонејт фестивала)                       | Дом омладине Београда                      | [ 18 ] |
| 22. април          | Уједињено Краљевство                                           | Дом омладине Београда                      | [ 19 ] |
| 26. април          | Мишел Ндегеочело                                               | Битеф арт кафе                             | [ 20 ] |
|                    |                                                                |                                            |        |
| 11. мај            | Француска                                                      | Хала спортова Нови Београд                 | [ 21 ] |
| 13. мај            | Холандија                                                      | Дом омладине Београда                      | [ 22 ] |
| 17. мај            | Сједињене Америчке Државе                                      | Дом омладине Београда                      | [ 23 ] |
|                    |                                                                |                                            |        |
| 4. јун             | Сједињене Америчке Државе                                      | Барутана                                   | [ 24 ] |
| 8. јун             | Канада · Њемачка                                               | Дорћол плац                                | [ 25 ] |
| 16. јун            | Скот Х. Бајрам Џејмс Лег (у оквиру Бугалу фестивала)           | Дорћол плац                                | [ 26 ] |
| 17. јун            | (у оквиру Бугалу фестивала)                                    | Дорћол плац                                | [ 26 ] |
| 20. јун            | Хау Гелб                                                       | Дом омладине Београда                      | [ 27 ] |
| 20. јун            | Ијан Свенонијус                                                | Електропионир                              | [ 28 ] |
| 24. јун            | Француска                                                      | Атријум испред Музеја Југославије          | [ 29 ] |
| 29. јун            | Бебел Жилберто                                                 | Битеф арт кафе (Калемегдан)                | [ 30 ] |
| 29. јун            | Грчка                                                          | Електропионир                              | [ 31 ] |
|                    |                                                                |                                            |        |
| 1. јул             | Сједињене Америчке Државе                                      | Београдска арена                           | [ 32 ] |
| 12. јул            | Феми Кути                                                      | Студентски културни центар Београд (башта) | [ 33 ] |
| 18. јул            | Сједињене Америчке Државе                                      | СРЦ 11. април (базени)                     | [ 34 ] |
| 24. јул            | Уједињено Краљевство · Сједињене Америчке Државе               | Електропионир                              | [ 35 ] |
| 27. јул            | Кезаја Џоунс                                                   | Битеф арт кафе (Калемегдан)                | [ 36 ] |
| 28. јул            | Марк Олсон                                                     | Дом омладине Београда                      | [ 37 ] |
|                    |                                                                |                                            |        |
| 13. август         | Сједињене Америчке Државе                                      | Калемегдан (ров код Војног музеја)         | [ 38 ] |
| 16. август         | (у оквиру Београдског фестивала пива)                          | Ушће                                       | [ 39 ] |
| 17. август         | (у оквиру Београдског фестивала пива)                          | Ушће                                       | [ 40 ] |
| 27. август         | Сједињене Америчке Државе                                      | Дом омладине Београда                      | [ 41 ] |
|                    |                                                                |                                            |        |
| 15. септембар      | Грчка                                                          | Електропионир                              | [ 42 ] |
| 16. септембар      | Уједињено Краљевство                                           | Дом омладине Београда                      | [ 43 ] |
| 17. септембар      | Стинг                                                          | Београдска арена                           | [ 44 ] |
| 27. септембар      | Јапан                                                          | Дом омладине Београда                      | [ 45 ] |
| 28. септембар      | Уједињено Краљевство                                           | Битеф арт кафе                             | [ 46 ] |
|                    |                                                                |                                            |        |
| 5. октобар         | Канада                                                         | Дом омладине Београда                      | [ 47 ] |
| 9. октобар         | Уједињено Краљевство                                           | Дом омладине Београда                      | [ 48 ] |
| 13. октобар        | Уједињено Краљевство · Сједињене Америчке Државе · Португалија | Дом омладине Београда                      | [ 49 ] |
| 19. октобар        | Канада                                                         | Дом омладине Београда                      | [ 50 ] |
| 19. октобар        | Бернхофт                                                       | Битеф арт кафе                             | [ 51 ] |
| 23. октобар        | Уједињено Краљевство                                           | Дом омладине Београда                      | [ 52 ] |
| 26. октобар        | Акуа Нару                                                      | Драгстор                                   | [ 53 ] |
| 28. октобар        | Аустралија                                                     | Београдска арена                           | [ 54 ] |
|                    |                                                                |                                            |        |
| 2. новембар        | Уједињено Краљевство                                           | Електропионир                              | [ 55 ] |
| 7. новембар        | Сједињене Америчке Државе                                      | Дом омладине Београда                      | [ 56 ] |
| 11. новембар       | Бет Харт                                                       | Хала спортова Нови Београд                 | [ 57 ] |
| 13. новембар       | Хуго Рејс + Микеланђело Русо                                   | Културни центар Град                       | [ 58 ] |
| 13. новембар       | Италија · Швајцарска                                           | Дом омладине Београда                      | [ 59 ] |
| 14. новембар       | !!!                                                            | Дом омладине Београда                      | [ 60 ] |
| 20. новембар       | Сједињене Америчке Државе                                      | Дом омладине Београда                      | [ 61 ] |
| 22. и 23. новембар | Сједињене Америчке Државе                                      | Битеф арт кафе                             | [ 62 ] |
| 24. новембар       | Луис Фонси                                                     | Београдска арена                           | [ 63 ] |
| 30. новембар       | Криста Бел (у оквиру Паралел фестивала)                        | Културни центар Град                       | [ 64 ] |
|                    |                                                                |                                            |        |
| 7. децембар        | Мариза                                                         | Сава центар                                | [ 65 ] |
| 8. децембар        | Исланд                                                         | Хангар Луке Београд                        | [ 66 ] |
| 12. и 13. децембар | + Пол Рандолф                                                  | Битеф арт кафе                             | [ 67 ] |